# Springtime (österreichische Band)
Springtime war eine österreichische Band.

## Geschichte
Springtime war 1977 die erfolgreichste Popband in Österreich, sämtliche Hits landeten in der Hitparade ganz oben. Jingle Me, Jingle You, Mr. Captain und Mrs. Caroline Robinson sind auch heute noch häufig gespielte Titel im österreichischen Rundfunk. Beim Eurovision Song Contest 1978 in Paris vertrat die Band Österreich mit dem Lied Mrs. Caroline Robinson. Mit 14 Punkten erreichten sie den 15. Platz unter 20 Teilnehmern. Norbert Niedermayer, Gerhard Markel und Walter Markel hatten das Lied geschrieben. Die Gruppe war intern vom ORF für die Teilnahme am Wettbewerb ausgewählt worden. Es wurde auch eine englische Fassung des Titels aufgenommen.
Kurz nach der Teilnahme am Eurovision Song Contest löste sich die Gruppe auf.
Niedermayer hatte bereits Erfahrung im Wettbewerb; 1972 vertrat er Österreich als Mitglied der Gruppe Milestones.

## Diskografie
Alben
- 1977: Springtime (Atom)
- 1978: Lonely Road (Atom)

Singles
- 1975: Season of Harmony / Rainbow in the Sky (Polydor)
- 1976: Today / Melanie (Polydor)
- 1976: Jingle Me, Jingle You / Sunny Yesterday (Atom)
- 1977: Mr. Captain / First of September (Atom)
- 1977: Lady on the Motorbike / Good Night My Love (Atom)
- 1978: Mrs. Caroline Robinson / Honey Bye, Bye (Atom)
- 1978: Lonely Road / Don’t Leave Me Tonight (Atom)
- 1979: Queen of New York / Good Bye Angeli (Atom)
- 1983: After School / The World We Live In (Lion Baby Rec.)